# Río Huso
El río Huso es un curso de agua del interior de la península ibérica, afluente del Tajo por la izquierda. Discurre por la provincia de Toledo.

## Descripción
Nace en los montes de Toledo en la sierra de Sevilleja y recorre la comarca de La Jara en dirección oeste al principio y luego norte. Desemboca en el río Tajo en el embalse de Azután. Su curso discurre por la provincia de Toledo. Sobre su cauce hay construido un puente de piedra del siglo XVI, hoy día en ruinas.
Junto a este río se encuentra La Ciudad de Vascos y discurre la Vía verde de la Jara. Aparece descrito en el noveno volumen del Diccionario geográfico-estadístico-histórico de España y sus posesiones de Ultramar de Pascual Madoz de la siguiente manera:

HUSO: r. en la prov. de Toledo, part. jud. de Puente del Arzobispo; nace en las sierras de Sevilleja, dilatándose su corriente por los térm. de Campillo de la Jara, la Estrella y Aldeanueva de Valvarroya, desembocando en el Tajo á dos leg. de su orijen, sin fertilizar campo alguno, porque todo su curso es entre rocas: tiene un solo puente de piedra sillería, con un ojo y arruinado. sit. 1/2 leg. al E. de la Estrella; cria peces, tencas y anguilas de buen gusto.
(Madoz, 1847, p. 363)